# Super Drags
Super Drags ist eine brasilianische Comedy-Zeichentrickserie aus dem Jahr 2018 von Netflix.

## Handlung
Die Serie handelt von den drei befreundeten homosexuellen Männern Patrick, Donny und Ralph, die in einem Einkaufszentrum arbeiten. Gibt es Probleme in der LGBT-Gemeinschaft, verwandeln sie sich heimlich in die Super Drags Scarlet, Safira und Lemon, welche Dragqueen-Superhelden sind, die sich für die Rechte und das Wohl der LBGT-Gemeinschaft einsetzen. So versucht zum Beispiel Lady Elza für Chaos zu sorgen und der Pastor Sandoval versucht, die „Krankheit“ Homosexualität zu heilen.

## Veröffentlichung und Produktion
Entwickelt wurde die Serie von Anderson Mahanski, Fernando Mendonça und Paulo Lescaut. Die erste Staffel der Serie (5 Folgen) wurde erstmals am 9. November 2018 exklusiv auf dem Video-on-Demand-Anbieter Netflix in mehreren Sprachen (darunter auch Deutsch und Englisch) veröffentlicht. Eine zweite und dritte Staffel wurde angekündigt, die Serie dann jedoch nach einer Staffel eingestellt.

## Episodenliste

### Staffel 1
| Folge | deutscher Titel                    | Originaltitel    |
| 1     | Lipsync-Zeit                       | Hora do Lipsync  |
| 2     | Das überaus wichtige (Selbst-)Bild | Image é Tudo     |
| 3     | Die Homo-Heilung                   | A Cura Gay       |
| 4     | Bleib, wer du bist                 | Seja Quem Você É |
| 5     | Eine einzige Stimme                | Numa Só Voz      |

## Synchronisation
Die deutsche Übersetzung wurde von der VSI Synchron GmbH in Berlin übernommen. Das Dialogbuch schrieb Philippa Jarke und Dialogregie führte Maurice Taube.
| Rolle                       | Brasilianischer Sprecher | Deutscher Sprecher   |
| --------------------------- | ------------------------ | -------------------- |
| Donizete / Scarlet Carmesim | Fernando Mendonça        | Philippa Jarke       |
| Patrick / Lemon Chiffon     | Sérgio Cantú             | Heiko Akrap          |
| Ralph / Safira Cyan         | Wagner Follare           | Enrico Alberts       |
| Goldiva                     | Pabllo Vittar            | Florian Hoffmann     |
| Vedete Champagne            | Silvetty Montilla        | Nic Romm             |
| Lady Elza                   | Rapha Vélez              | Dennis Sandmann      |
| Jezebel                     | Sylvia Salustti          | Melanie Isakowitz    |
| Sandoval                    | Fernando Mendonça        | Bernd Egger          |
| Val Valadão                 | Patrícia Garcia          | Nora Kunzendorf      |
| Robertinho / Janjão         | Guilherme Briggs         | Alessandro Calabrese |

## Rezeption
Im Juli 2018 sorgte die Serie für Aufsehen, Kinder und Jugendliche nicht ordnungsgemäß vor sexuellen Inhalten und Beeinflussung zu schützen, da Animationsserien oft mit Kindern in Verbindung gebracht werden. Allerdings gaben die Produzenten bekannt, sie nur für Erwachsene vermarkten zu wollen. Teilweise wurden im Netz homophobe Äußerungen kundgegeben. Obwohl die Meinung über die LBGT-Gemeinschaft in Brasilien nicht unbedingt positiv ist, schaffte es die Serie sich durchzusetzen. Anstatt ein authentisches Abbild der LBGT-Gemeinde zu zeichnen, wird sie satirisch, bunt, grotesk, schrill und völlig abgedreht dargestellt. Die Serie spielt mit ihren Charakteren auf die Powerpuff Girls und Magical-Girl-Serien wie Sailor Moon an. Ebenfalls wird Gesellschaftskritik (zum Beispiel am Internet) ausgeübt. Allerdings sind die Witze teilweise billig und basieren auf infantilem Humor und Klischees. Das Bedienen von Klischees wird auch kritisch gesehen, da es fragwürdig ist, ob die Vorurteile gegenüber der LBGT-Community dadurch verstärkt und nicht abgebaut werden.